# Hur många kramar finns det i världen?
Hur många kramar finns det i världen är en svensk dramakomedifilm från 2013 i regi av Lena Koppel. I rollerna ses bland andra Per Morberg, Claes Malmberg och Vanna Rosenberg.

## Handling
Max är en framgångsrik New York-baserad reklamfilmsfotograf, men svek från föräldrar och flickvänner har gjort att han blivit bitter, elak och ensam. Just när han ska begå självmord ringer telefonen. Det är Peter, Max' barndomsvän som han inte haft kontakt med på 30 år. Han vill att Max ska komma till Sverige och spela in en film om hans dotters vänner med funktionsvariationer. Max säger ja, men det som från början såg ut att vara ett enkelt uppdrag ska visa sig bli mycket mer komplicerat än Max någonsin kunnat föreställa sig.

## Rollista
- Per Morberg – Max
- Claes Malmberg – Peter
- Vanna Rosenberg – Hanna
- Mats Melin – Kjell-Åke
- Bosse Östlin – Ebbe
- Ellinore Holmer – Katarina
- Theresia Widarsson – Filippa
- Maja Karlsson – Kristina
- Figge Norling – Jocke
- Nisti Stêrk – läkare
- Cornelia Ravenal – Dolores
- Scott Ackerman – Nicholas
- Max Altin – modell

## Om filmen
Inspelningen ägde rum i Hudiksvall och New York under hösten 2012 efter ett manus av Koppel och Santiago Gil. Filmen producerades av Peter Possne och Peter Kropénin, fotograferades av Olof Johnson och klipptes av Mattias Morheden. Den hade premiär 16 augusti 2013.

## Mottagande
Hur många kramar finns det i världen? sågs av totalt 150 057 biobesökare i Sverige.